# Villorba Corse

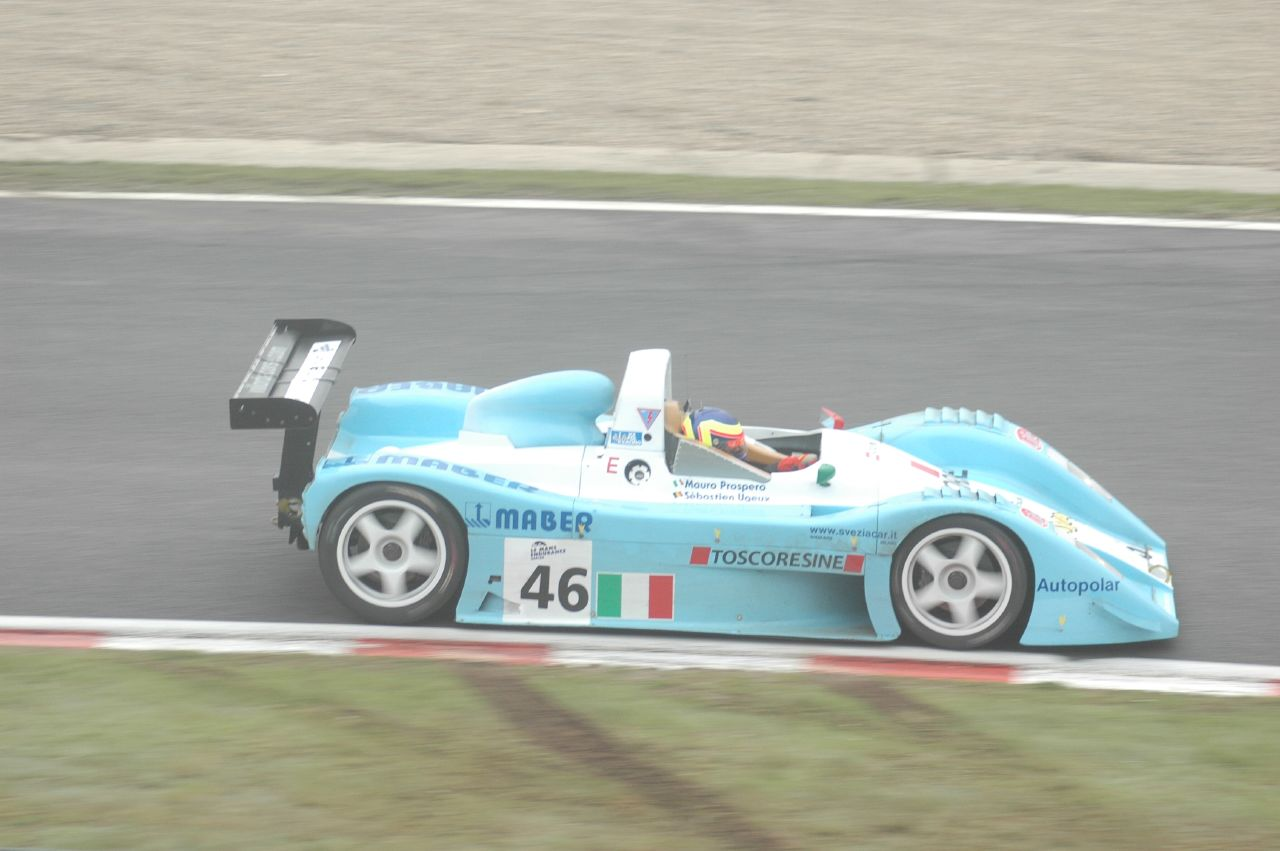
1. 46 Scuderia Villorba Corse Lucchini Alfa Romeo -European Le Mans Series 2005 durante la 1000 km di Spa

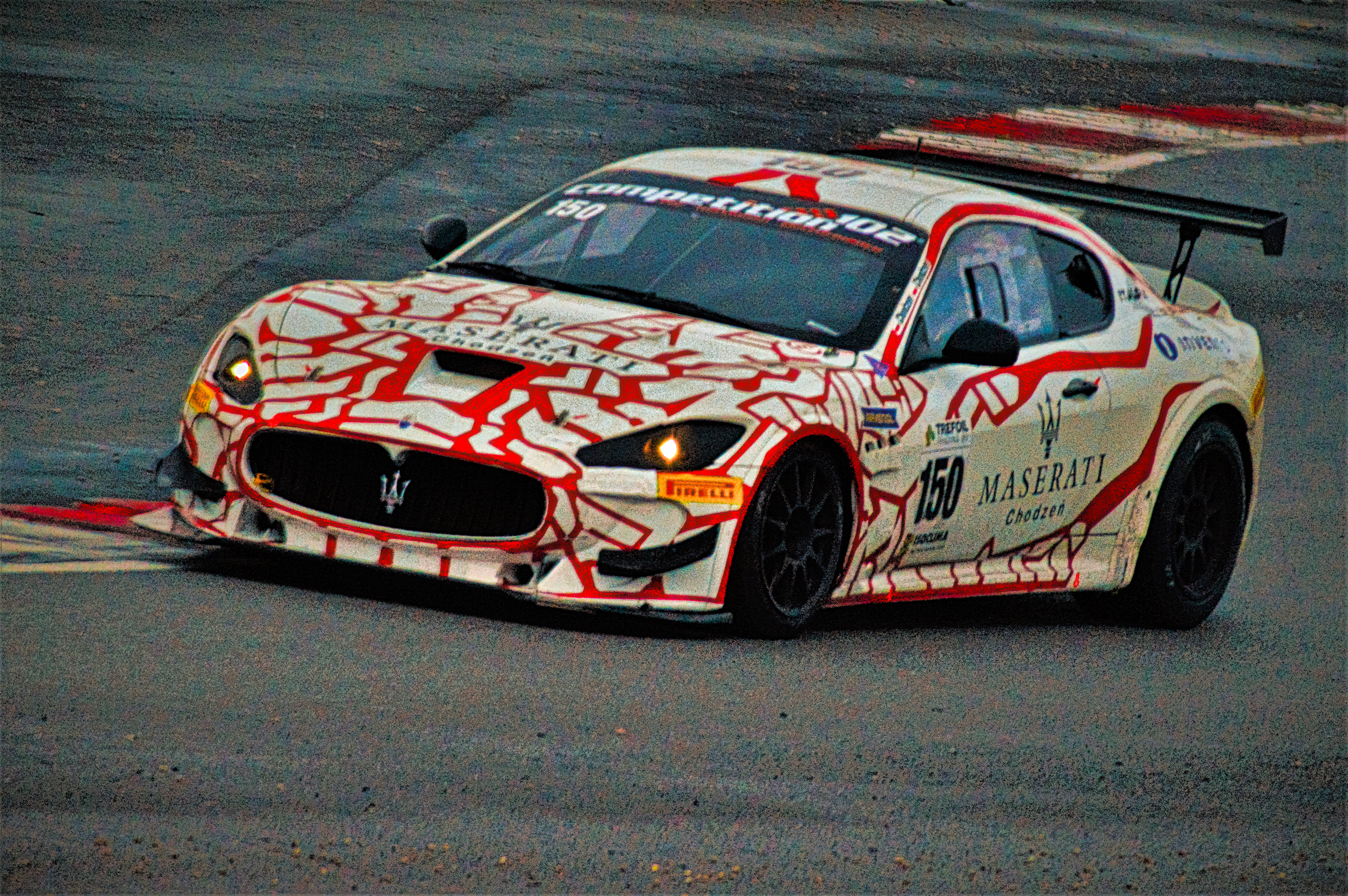
Villorba Corse Maserati Trofeo MC GT4

La Scuderia Villorba Corse è una scuderia automobilistica italiana specializzata nelle gare con vetture sportprototipo e Gran Turismo.
Fondata nel 1992 ha cominciato a gareggiare nelle gare del Campionato Italiano Velocità Montagna.

## Storia
La scuderia viene fondata nel 1992 da un gruppo di amici e trae il suo nome dall'omonimo comune in provincia di Treviso. Inizialmente l'attività della scuderia è focalizzata principalmente sulle cronoscalate, per poi espandersi anche alle competizioni su pista per vetture sport prototipo. A partire dal 2006 la scuderia ha fatto l'ingresso nel mondo delle vetture GT, partecipando al campionato italiano gran turismo, riuscendo a vincere la classe GT2 al debutto. Successo che si ripete anche nel 2010, a partire dal 2011, invece, il team schiera nell'International GT Open una Ferrari 458 GT2. Da ricordare la stagione 2013, in cui Andrea Montermini affiancato durante la stagione prima da Luca Filippi e poi da Davide Rigon, conquista la vittoria assoluta del  GT Open. A partire dal 2015 viene affiancato ai programmi GT, la partecipazione alla European Le Mans Series con una vettura di classe LMP3, impegno che viene confermato per la stagione seguente, mentre nel 2017 e 2018 il team si sposta in classe LMP2 dove impiega una Dallara P217 sotto il nome di "Cetilar Villorba Corse". In questi anni si segnalano anche tre partecipazioni consecutive (2017, 2018, 2019) alla 24 Ore di Le Mans, sempre con la Dallara P217. La collaborazione con Cetilar viene interrotta dopo la maratona francese del 2019, così il team trevigiano torna ad impegnarsi in classe LMP3 con il nome di "ACE1 Villorba Corse" partecipando alla tappa di Barcellona della European Le Mans Series 2019 ma soprattutto alla Asian Le Mans Series 2019-2020, dove coglie una vittoria e due podi chiudendo secondo nella classifica dei Team. Nel 2020 viene anche avviata una collaborazione con Trivellato Racing per portare in pista due Mercedes AMG GT4. Nel 2021, oltre alla continuazione degli impegni con Trivellato, il team prende parte all'intera stagione della European Le Mans Series con il nome di "1 AIM Villorba Corsa". 

## Albo d'oro (parziale)
- 1994 Campionato Italiano Velocità Montagna 1° class.
- 1995 Campionato Europeo Montagna 	  1° class.
- 1996 	Campionato Europeo Montagna 	  1° class.
- 1997 	Coppa Italia Montagna 	 1° class.
  - Campionato Italiano Velocità Montagna 	2° class.
- 1998 	Fia Central European Trophy 	 1° class.
  - Campionato Italiano Velocità Montagna 	2° class.
- 1999 	Driver's Trophy 	 1° class.
  - Campionato Europeo Montagna 	  2° class.
- 2000 	Campionato Europeo Montagna 	  1° class.
- 2001 	Campionato Europeo Montagna 	  1° class.
  - Campionato Italiano Velocità Montagna 	3° class.
  - Fia Sport Championship 	 4° class.
- 2002 	Campionato Europeo Montagna 	  1° class.
  - Campionato Europeo Velocità Montagna 	1° class.
  - Campionato Italiano Prototipi CN2 	1° class.
- 2003 	Campionato Europeo Montagna 	1° class.
  - Campionato Italiano Velocità Montagna 	1° class.
  - Trofeo Nazionale CSAI sport prototipi 	1° class.

- 2004 	Campionato Italiano Prototipi 	  1° class.
  - Campionato Italiano Velocità Montagna 	1° class.
  - Campionato Europeo Montagna 	  2° class.

- 2005 	Campionato Italiano Velocità Montagna 	1° class.
- 2006 	Campionato Italiano Gran Turismo 	1° class.
- 2007 	"Le Mans Series" 	4° class.
- 2008 	Campionato Italiano Velocità Montagna 	1° class.
  - Campionato Italiano Gran Turismo 	2° class.
- 2009 	Campionato Italiano Velocità Montagna 1° class.(GT)
- 2010 Campionato Italiano Gran Turismo 	1° class.
- 2011 	International GT Open 	 2° class.
- 2012 	International GT Open 	 5° class.
- 2013 	International GT Open 	 1° class.
- 2014 	Blancpain Endurance Series 	  1° class.
  - International GT Open 3° class.

- 2017 24 Ore di Le Mans 2017 10°class.assoluto e 8° di classe LMP2
- 2017 European Le Mans Series 9° di classe LMP2[5]

## Piloti
Di seguito alcuni dei piloti che hanno guidato per la scuderia:
- Roberto Lacorte

- Giorgio Sernagiotto
- Andrea Belicchi

- Felipe Nasr[6]
- Davide Rigon
- Luca Filippi
- Andrea Montermini
- Alessandro Bressan
- Andreas Laskaratos
- David Fumanelli
- Damiano Fioravanti
- Simone Faggioli
- Alex Caffi